# Garutiite
La garutiite è un minerale descritto nel 2010 in base ad una scoperta avvenuta a Loma Peguera nella Repubblica Dominicana ed approvato dall'IMA. Questo minerale è un polimorfo del nichel nativo il cui nome è stato attribuito in onore di Giorgio Garuti. È stata scoperta separando un concentrato pesante di minerali mediante una combinazione delle tecniche di electric pulse disaggregation e idroseparazione, si tratta del primo minerale scoperto utilizzando la combinazione di queste tecniche di separazione.
La garutiite è l'analogo contenente nichel dell'hexaferrum, dell'osmio e del rutenio nativi e fa parte del gruppo dell'osmio.

## Morfologia
La garutiite è stata trovata sotto forma di granuli anedrali botrioidali di dimensione compresa fra i 10 e i 60 μm fino ad un massimo di 110 µm.

## Origine e giacitura
La garutiite è stata scoperta esaminando alcune lenti di cromitite concresciuta con altri minerali di metalli del gruppo del platino.